# Philonthus rubripennis
Philonthus rubripennis är en skalbaggsart som beskrevs av Stephens 1832. Philonthus rubripennis ingår i släktet Philonthus, och familjen kortvingar. Enligt den svenska rödlistan är arten sårbar i Sverige. Arten förekommer i Götaland. Arten har tidigare förekommit i Svealand men är numera lokalt utdöd. Artens livsmiljö är våtmarker.